# Дялу (Харгіта)
Дялу (рум. Dealu) — село у повіті Харгіта в Румунії. Адміністративний центр комуни Дялу.
Село розташоване на відстані 226 км на північ від Бухареста, 38 км на захід від М'єркуря-Чука, 137 км на схід від Клуж-Напоки, 85 км на північ від Брашова.

## Населення
За даними перепису населення 2002 року у селі проживали 1855 осіб.
Національний склад населення села:
| Національність | Кількість осіб | Відсоток |
| -------------- | -------------- | -------- |
| угорці         | 1837           | 99,0%    |
| цигани         | 15             | 0,8%     |

Рідною мовою назвали:
| Мова      | Кількість осіб | Відсоток |
| --------- | -------------- | -------- |
| угорська  | 1846           | 99,5%    |
| циганська | 6              | 0,3%     |